# برنس روبنسون
برنس روبنسون (بالإنجليزية: Prince Robinson)‏ هو عازف ساكسفون وموسيقي أمريكي، ولد في 7 يونيو 1902 في بورتسموث في الولايات المتحدة، وتوفي في 23 يوليو 1960 في نيويورك في الولايات المتحدة.

## وصلات خارجية
- برنس روبنسون على موقع ميوزك برينز (الإنجليزية)
- برنس روبنسون على موقع أول ميوزيك (الإنجليزية)
- برنس روبنسون على موقع ديسكوغز (الإنجليزية)